# Meister des Pfullendorfer Altars

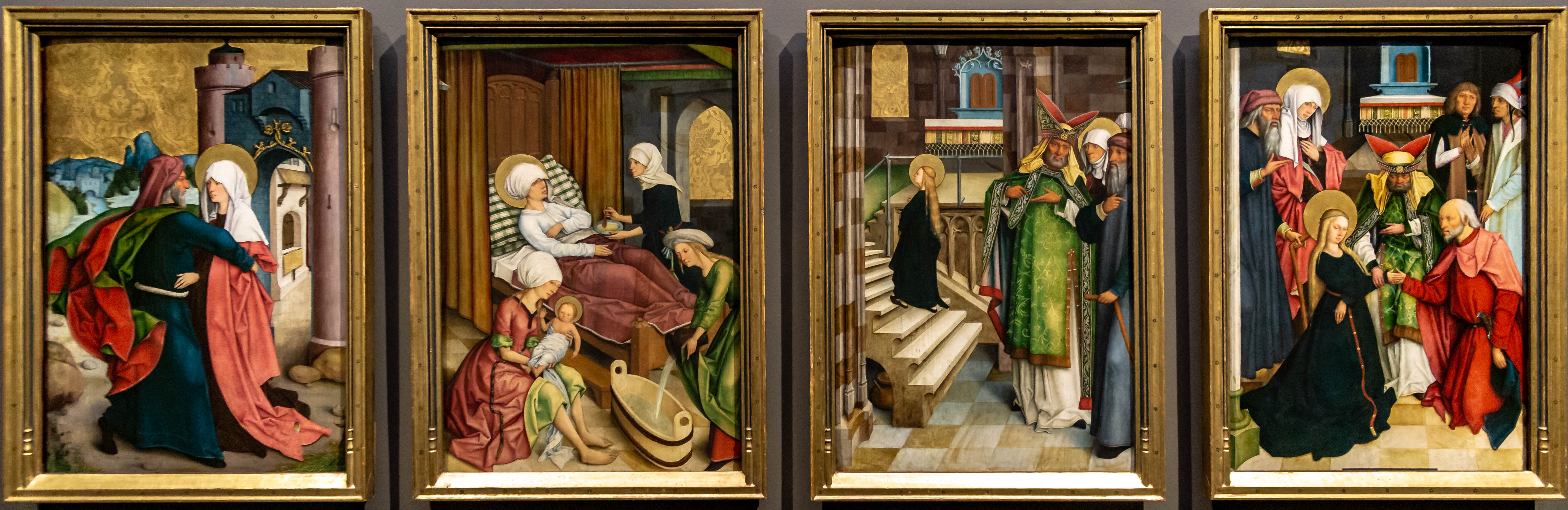
Teile des Pfullendorfer Altars:Szenen aus dem Marienleben

Als Meister des Pfullendorfer Altars wird ein spätgotischer Maler bezeichnet. Der namentlich nicht sicher bekannte Künstler malte um 1500 einen Altar, der aus der Stadtpfarrkirche St. Jakob in Pfullendorf stammen soll und der dem Meister seinen Notnamen gab. Die heute davon noch erhaltenen nun getrennten Tafeln mit Szenen aus Marienleben und Leben Christi sowie Bildern von Propheten gelten als bedeutende Werke der von der Ulmer Malerei der Epoche geprägten Arbeitsweise.

## Werk
Der Pfullendorfer Altar war wohl ein zwei Meter langer Flügelaltar. Die bemalte Außenseite ist fast vollständig zerstört. Die noch erhaltenen, zerteilten 16 Tafelbilder der Innenseite befinden sich heute im Besitz von drei Museen:
- Städel, Frankfurt
  - Verkündigung, Heimsuchung, Geburt. Christi und Marientod
- Staatsgalerie Stuttgart
  - Szenen aus dem Marienleben, acht Brustbilder von Propheten
- Fürstliche Hohenzollernsche Sammlungen in Schloss Sigmaringen
  - Vermählung (Joachim und Anna)

## Stilistische Nähe
Das Werk des Meisters des Pfullendorfer Altars steht dem Stil der als Ulmer Schule gruppierten spätmittelalterlichen Malerei nahe. Besonders besteht zumindest eine stilistische Beziehung des Meisters zu dem in Ulm tätigen Maler Bartholomäus Zeitblom, auch wenn die Bilder des Pfullendorfer Altars eine klarer definierte Räumlichkeit zeigen.

## Identifizierung
Es wurde vorgeschlagen, den Meister des Pfullendorfer Altars mit dem Maler Bernhard Strigel aus Memmingen gleichzusetzen.